# 五千起去
五千起去（ごせん・きこ、ききょ）とは、仏が『法華経』を説こうとした時、5000人の増上慢の人たちが、聞こうとせずに立って去ったことをいう。「五千上慢」（ごせんじょうまん）ともいう。

## 概説
『法華経』「方便品第二」において、釈尊が大事な教えを説こうとした時、その会座にいた5000人の四衆（比丘・比丘尼・優婆塞・優婆夷、すなわち男女の出家・在家修行者たち）が、すでに妙果（悟り）を得ていると自惚れていたために聞こうとせずに起立して去ったことを「五千起去」、「五千上慢」などという。
『法華経』「方便品第二」に、
「この語（ご、言葉）を説きたもう時、会の中に比丘・比丘尼・優婆塞・優婆夷の五千人等ありて、即ち座より起ちて仏を礼して退けり。所以（ゆえん）は如何。この輩（ともがら）は罪の根深重、及び増上慢にして、未だ得ざるを得たと謂（おも）い、未だ証せざるを証せりと謂えり。かくの如き失（とが）あり。ここを以って住せず。世尊は黙然として制止したまわず。その時、世尊は舎利弗に告げたもう『我が今、この衆には枝葉なく、純に貞実なる者のみあり。舎利弗よかくの如き増上慢の人は退くもまた佳（よ）し』」とある。
天台大師智顗は『法華文句』（ほっけもんぐ）巻4で、これについて
1. 障・執・慢の三種の失、つまり五濁の障りと、40年余りの爾前・方便・権教（にぜん・ほうべん・ごんきょう、釈尊が40年余りに渡り、仮の手段として説いた法華経以前の教え）に執着し、未だ得ざるを得たと自惚れて思い込んでいるという増上慢がため
2. すでに略開三顕一を聞いて、繋珠（けいじゅ）の因縁を得たために、もし広開三顕一を聞けば、情に背いて誹謗の心を起すため
3. 誹謗を生じれば、自ら損をするのみでなく、他の利益に差し障るため

と、このような3つの理由から「起去」したと解釈している。なお、略開三顕一（りゃっかいさんけんいち）とは「略（ほぼ）三を開いて一を顕す」と読み、ほぼ三乗を開いて一仏乗を顕すことで、広開三顕一（こうかいさんけんいち）とは「広く三を開いて一を顕す」と読み、広く三乗の法を開いて一仏乗を顕すこと。どちらも開三顕一（かいさんけんいち）といい、一般的には会三帰一（えさんきいつ）という。